# 奧約洛區
15°10′45″S 73°11′06″W / 15.1792°S 73.1850°W
奧約洛區（西班牙語：Distrito de Oyolo），是秘魯的一個區，位於該國中南部阿亞庫喬大區的保卡爾德爾薩拉薩拉省，面積820.1平方公里，海拔高度3,400米，2005年人口1,277，人口密度每平方公里1.6人。